# Gorozjanskaja
Gorozjanskaja (ryska: Горожанская) är ett vattendrag i Belarus.   Det ligger i voblasten Vitsebsks voblast, i den norra delen av landet, 210 km nordost om huvudstaden Minsk.
Omgivningarna runt Gorozjanskaja är en mosaik av jordbruksmark och naturlig växtlighet. Runt Gorozjanskaja är det ganska tätbefolkat, med 139 invånare per kvadratkilometer.